# Teodor Winnicki
Teodor (Fedor) Winnicki herbu Sas (zm. ok. 1655 roku) – poseł na sejm nadzwyczajny 1652 roku z ziemi przemyskiej.
Ojciec metropolity kijowskiego Antoniego i Stefana. 
Był wyznawcą prawosławia.